# M/T Petar Hektorović
M/T Petar Hektorović je trajekt za lokalne linije, u sastavu flote hrvatskog brodara Jadrolinije. Izgrađen je 1989. u Danskoj, za potrebe danskog naručitelja. Tamo je plovio pod imenom Langeland III. 1998. ga kupuje Jadrolinija i preimenuje u Petar Hektorović. Prvenstveno je kupljen s ciljem održavanja lokalne linije Split - Stari Grad, zbog čega je i dobio ime po Starograđaninu Petru Hektoroviću. Na spomenutoj liniji se zadržao nekoliko godina, a zatim ga Jadrolinija prebacuje na lokalnu liniju Split - Vis na kojoj plovi do današnjeg dana.
M/T Petar Hektorović je kapaciteta 120 automobila i 1.080 putnika.

## Vanjske poveznice
|  | Zajednički poslužitelj ima još gradiva o temi M/T Petar Hektorović |